# Elias von Cortona

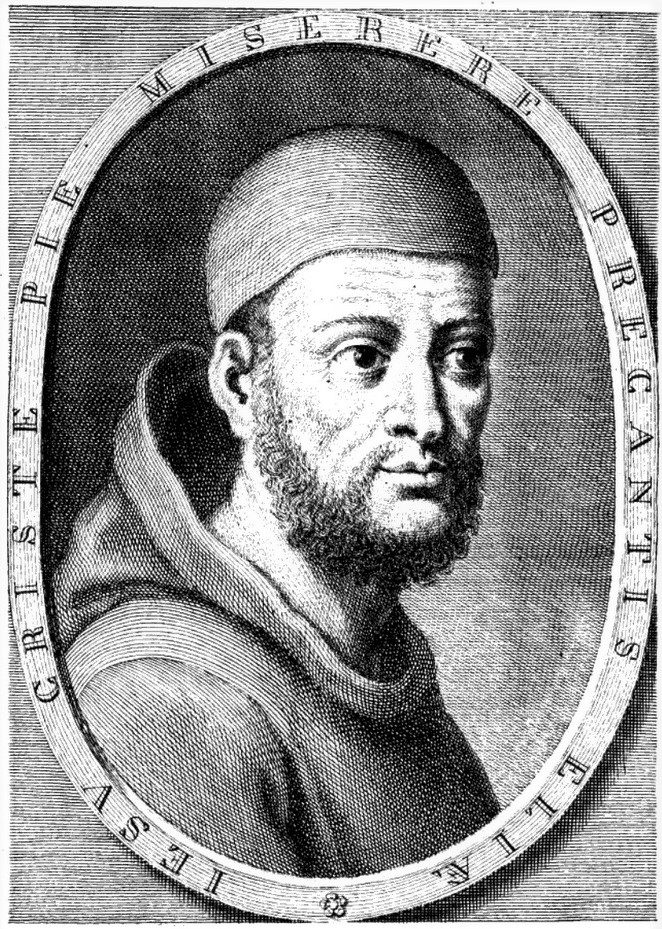
Elias von Cortona

Elias von Cortona (auch Elias von Assisi oder latinisiert Helyas de Assisi; * um 1180 in Assisi oder Cortona; † 22. April 1253 in Cortona) war ein früher Gefährte des Heiligen Franz von Assisi, während dessen letzten Lebensjahren sein Vikar und später der zweite Generalminister der Franziskaner. Er war Bauleiter beim Bau der Basilika San Francesco in Assisi.
Während Elias’ Amtszeit als Generalminister stießen seine Entscheidungen bei den Anhängern der strengeren Richtung des Ordens (Spiritualen) auf heftigen Widerstand, so dass er 1239 zurücktrat. Später stellte sich Elias, der bisher als päpstlicher Legat eine Vertrauensstellung in der Kurie innehatte, auf die Seite des Kaisers Friedrich II., was den Kirchenbann zur Folge hatte. Er ließ sich im kaiserlichen Cortona nieder, baute dort eine Franziskuskirche und söhnte sich erst kurz vor seinem Tod im Jahr 1253 wieder mit der Kirche aus.
Die Darstellung des Elias von Cortona in den Quellen ist, bedingt durch seine umstrittene Rolle im Armutsstreit der Franziskaner, stark durch die Meinung der Verfasser geprägt, so dass eine unverfälschte Biographie heute nur noch schwer zu rekonstruieren ist.

## Herkunft und Jugend
Die Zeugnisse über Elias’ Herkunft sind unklar und parteilich. Nicht einmal über seinen Taufnamen besteht Einigkeit. Sowohl Cortona als auch die Burg Beviglie bei Assisi beanspruchen die Ehre, Elias’ Geburtsort gewesen zu sein. Er wird in den frühen Schriften immer Elias von Assisi genannt, der Name Elias von Cortona taucht erst im 17. Jahrhundert auf. Salimbene schreibt, dass seine Mutter aus Assisi stammte, sein Vater aus Castelbritti bei Bologna. Nach dieser Quelle übte Elias das Handwerk seines Vaters als Matratzenmacher aus und unterrichtete in Assisi Kinder im Lesen des Psalters. Später habe er Jura in Bologna studiert und sei dort als Notar oder Schreiber tätig gewesen. Er war jedoch wie Franziskus selbst kein Kleriker.
Andere Quellen sprechen jedoch auch für eine Herkunft des Elias aus Cortona. So wurde bei der Öffnung seines Grabes 1651 eine Metallplatte mit einer Inschrift gefunden, die besagte:

Hic iacet Frater Helias Coppi de Cortona Primus Generalis Ordinis Minorum Obiit MCCLIII

Übersetzung:
Hier liegt Bruder Elias Coppi von Cortona, erster General des Ordens der Minderbrüder, er starb 1253. 

Die Familie Coppi ist laut Helmut Feld schon im 13. Jahrhundert in Cortona nachgewiesen, sie besaß auch das als Geburtsort in Frage kommende Landgut Orsaia. Nach der Legende des seligen Guido hat Franziskus in Cortona gepredigt und als erste Mitbrüder Guido de Porta Colonia, Vito und Elias gewonnen. Von den neuen Brüdern wurde in Le Celle 1211 eine Einsiedelei errichtet. Dieses Gelände habe vorher der Familie des Bruder Elias gehört. Basili führt dazu ein Notariatsdokument von 1301 an.
Johannes Schlageter verneint seine Abstammung aus der Familie der Coppi, nennt dafür aber keine Gründe. Salimbene, der Elias gut kannte, nennt seinen Namen Bonibarone oder Bonusbaro, was als „guter Kerl“ oder auch „Idiot“ übersetzbar wäre. Basili hält diese Angaben für gefälscht. Ein Namenswechsel von Bonusbaro auf Elias sei unglaubhaft, weil eine Namensänderung damals im Orden nicht üblich gewesen sei. Helmut Feld schlägt vor, der Name Bonusbaro könne auch ein Ruf- oder Spitzname gewesen sein.
Neuere quellenkritische Literatur neigt eher der Herkunft des Elias aus Assisi zu. Die unvereinbaren gegensätzlichen Angaben lassen sich aus heutiger Sicht wohl nicht mehr sicher auflösen.

## Sein Leben mit Franziskus
Im Alter von etwa 35 Jahren schloss er sich vermutlich 1215 als einer der ersten Gefährten dem hl. Franziskus an, blieb jedoch wie dieser Laie. 1217 zog er in dessen Auftrag mit den ersten Brüdern nach Syrien, um dort eine Ordensprovinz zu gründen. Die ersten gesicherten Zeugnisse über sein Leben stammen aus dieser Zeit. In Syrien nahm er seinen späteren Gegenspieler Cäsarius von Speyer auf. Im Amt des Provinzials zeigte sich bereits sein großes Organisationstalent.
Drei Jahre später kehrte er mit Franziskus aus dem Orient zurück. 1221 wurde er sein Generalvikar. Er behielt dieses Amt bis zum Tod des Franz von Assisi 1226 und übernahm provisorisch die Ordensleitung.

## Bauleiter der Kirche San Francesco
Gemeinsam mit dem zuständigen Kardinal Ugolino, dem späteren Papst Gregor IX., versuchte Cortona das Armutsideal des Ordensgründers aufzuweichen. Damit stellte er sich auf die Seite der „fratres de communitate“. Das zeigte sich auch in den Bauplänen für eine Basilika in Assisi, die er als Grabeskirche für den Heiligen errichten wollte. Mit Erlaubnis des Papstes ließ er dem Orden dafür ein Grundstück schenken und begann für den Bau Geld zu sammeln. Das stieß bei der strengeren Richtung im Orden, den „Spiritualen“ oder „Fratizellen“, auf Unwillen. Daher setzten sie auf dem Generalkapitel 1227 die Wahl des Johannes von Parenti zum Generalminister durch.
Trotzdem setzte Cortona seine Bautätigkeit fort. 1228 erfolgte am Tag nach der ungewöhnlich schnellen Heiligsprechung des Ordensgründers die Grundsteinlegung für die Basilika, deren Errichtung keine zwei Jahre dauerte. Bis heute ist ungeklärt, wie Cortona noch vor der Einweihung der Kirche die Gebeine des Heiligen dorthin übertragen konnte. Auf dem Pfingstkapitel 1230 versuchte er offenbar mit seinen Anhängern gewaltsam Generalminister zu werden. Doch der Handstreich schlug fehl, woraufhin er ein Büßerleben begonnen haben soll.

## Generalminister
Zwei Jahre später jedenfalls wurde er zum Nachfolger des Parenti gewählt, „magis tumultuose quam canonice“, wie sich ein Zeitzeuge ausdrückte. In seiner Amtsführung weigerte er sich ein Kapitel einzuberufen oder eine Provinz zu besuchen. Stattdessen schickte er „Visitatoren“ zum Geldeintreiben um Kirche und Konvent in Assisi zu vollenden. Kritiker ließ er peitschen, ausweisen oder einsperren. Gleichzeitig wurde ihm ein aufwendiger Lebensstil nachgesagt. Die Opposition wuchs. Sie wurde durch seinen späteren Amtsnachfolger Haymo von Faversham sowie durch Cäsarius von Speyer organisiert, die sich an Papst Gregor IX. wandten. Dieser berief 1239 ein Generalkapitel ein, leitete es persönlich und zwang Cortona zum Rücktritt.

## Bruch mit Papst und Orden
Als Nachfolger wählte das Kapitel Albert von Pisa zum Generalminister. Elias schien auch danach seine Bautätigkeit weiter fortgesetzt zu haben, zog sich dann jedoch nach Cortona zurück. Offen wechselte er die Seite und ergriff Partei für Kaiser Friedrich II., worauf sich Cortona 1240 den Kirchenbann zuzog. Später soll er mit einem Schreiben an den Papst um Vergebung gebeten haben, das man beim Tod des Albert von Pisa gefunden habe.
Nach dem Tod dessen Nachfolgers Faversham 1244 wurde ein Kapitel in Genua einberufen. Einer Aufforderung durch Papst Innozenz IV. dort zu erscheinen, kam Cortona nicht nach und wurde erneut exkommuniziert. Friedrich II. schickte ihn als Gesandten nach Konstantinopel und Zypern. Die Einwohner von Cortona unterstützen ihn beim Bau einer Kirche und eines Konvents. Als 1247 Johannes von Parma Generalminister wurde, lehnte Cortona ein Versöhnungsangebot ab.

## Tod und Nachwirkung
Nach dem Tod seines Beschützers Friedrich II. 1250, erkrankte der greise Cortona drei Jahre später selbst ernsthaft. Karsamstag 1253 erhielt er die Absolution, jedoch nicht mehr die Krankensalbung. Am Osterdienstag verstarb er und wurde in Cortona in der Kirche begraben, die er selbst hatten bauen lassen. Zwei Jahre später versöhnten sich seine Anhänger wieder mit dem Orden. Aber die Überreste des Cortona wurden nicht mehr in der Kirche geduldet.